# Странджанска зеленика
Странджанска зеленика (Rhododendron ponticum) е растение с естествено разпространение в Югоизточна Европа и Северозападна Азия.

## Описание
Странджанската зеленика е висок вечнозелен храст със силно разклонено стъбло. Листата са лъскавозелени, едри, продълговатоланцетни и голи. Стъблото е с гладка сива кора. Цветовете са едри, лилаворозови, събрани по върховете на клонките в чадърести съцветия. Цъфти през май и юни. Зелениката е реликтен растителен вид от епохата на терциерa, съхранил се на територията на Европа единствено в Странджа и Кавказ. 
Странджанската зеленика участва като подлес в гори от източен бук, източен горун и благун. Тя е влаголюбив вид, много взискателен към почвената и въздушна влажност.
- Странджанска зеленика в резерват Силкосия